# Masamichi Hayashi
Masamichi Hayashi (født 4. april 1996) er en japansk fodboldspiller, som spiller for den japanske fodboldklub Gainare Tottori.